# Sjukt, galet och helt normalt
Sjukt, galet och helt normalt är ett poddradioprogram från Sveriges Radio som granskar intressanta och svårförklarliga sjukdomsfenomen.
Programledare är sociologen Adam Droppe och Susanna Dzamic.

## Avsnitt
1. Fugan[1]
2. Andropausen
3. Tourettesepidemin
4. Onani
5. Narcissism
6. Koro - Penispanik
7. De apatiska flyktingbarnen
8. Coca-Cola epidemin i Belgien
9. Damp
10. Multipla Personligheter